# ジョン・T・ブラッシュ

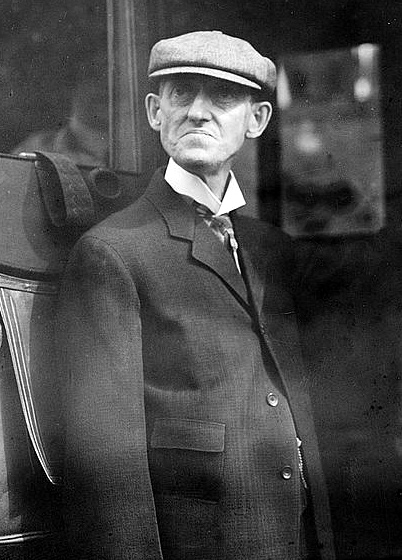
(1911年)

ジョン・トムリンソン・ブラッシュ（John Tomlinson Brush、1845年6月15日 - 1912年11月26日）は、19世紀のアメリカ・メジャーリーグの球団オーナー。ニューヨーク州クリントンヴィル生まれ。ニューヨーク・ジャイアンツやシンシナティ・レッズ等の球団オーナーを歴任した。

## 経歴・人物

### 生い立ち
ブラッシュは4歳で両親を亡くし、祖父のもとで17歳まで育てられた。ビジネスカレッジに通ったのち、1863年に南北戦争に参加。その傍らで、ニューヨークで衣料品店を経営するなどしていた。

### インディアナポリス時代
1875年にインディアナポリスに移り、当時経営していたデパートの宣伝目的からプロ野球の球団運営にかかわるようになる。1882年にはインディアナポリスに野球場を建設。この球場は、1884年にアメリカン・アソシエーションに参加したインディアナポリス・フージャーズの本拠地として使われたが、フージャーズは戦績が芳しくなく1年で破綻する。するとブラッシュは、今度は1886年に経営破綻したセントルイス・マルーンズのフランチャイズ権を買収し、球団の本拠地をインディアナポリスに移し、フージャーズを復活させた。
上記のフージャーズが1889年を最後に解散すると、ブラッシュは67,000ドルの資金を元にニューヨーク・ジャイアンツの経営に参加し、更に1890年には、プレイヤーズ・リーグの活動によって財政危機となったシンシナティ・レッズを買収し、同じシンシナティに本拠地を置く他リーグの球団と対立した。

### アメリカンリーグとの対立
この頃からブラッシュは、当時スポーツ記者で後にアメリカンリーグ会長となるバン・ジョンソンから、頻繁に批判を受けるようになる。ブラッシュは後にジョンソンのウェスタンリーグ理事長就任を支援しているが、これは記者としてのジョンソンの影響力を減らす狙いがあったのではないか、と言われている。ジョンソンのウェスタンリーグが、結果的に1901年にアメリカンリーグとして「メジャーリーグ」を名乗るようになると、ブラッシュはナショナルリーグの運営委員長として、ジャイアンツのオーナーアンドリュー・フリードマンらと協働してアメリカンリーグと対立、ジョン・マグローらにナショナルリーグの監督職をオファーするなどし、当時のボルティモアの球団の運営を政治的に妨害する役割を負った。ボルティモア球団は1902年にニューヨークへ移転、翌年からニューヨーク・ハイランダースとなった。
その後ブラッシュは、レッズをギャリー・ヘルマンらのグループに180,000ドルで売却、フリードマンからジャイアンツの経営権を買い上げて主オーナーとなったが、1904年にジャイアンツがリーグ優勝した際には、長年の憎悪からかアメリカンリーグとのワールドシリーズ開催を拒否した。しかしこれは多方面から非難を受け、ブラッシュは翌年のワールドシリーズ復活のために、アメリカンリーグとの永続的な合意の形成を主導することとなる。

### その最期
ブラッシュはジャイアンツの主オーナーとなった1902年以降、運動疾患やリウマチ等で健康を悪化させていたが、1912年にワールドシリーズ観戦に向かう途中で車が交通事故に巻き込まれ、ブラッシュも重傷を負うことになる。同年シリーズ終了後、ブラッシュはカリフォルニア州での療養のため汽車に乗り込んだはずだったが、11月26日にミズーリ州の近くで自家用車の中から遺体で発見された。
アメリカ野球殿堂入りは果たしていないが、1946年に野球殿堂から功労賞を送られている。